# زیردریایی لویجی تورلی
زیردریایی لویجی تورلی (به انگلیسی: Italian submarine Luigi Torelli) یک زیردریایی بود که طول آن ۲۵۱ فوت (۷۷ متر) بود. این زیردریایی در سال ۱۹۳۸ ساخته شد.